# Wicker Street Green
Wicker Street Green ist ein Weiler in der Gemeinde Kersey, im District Babergh in der Grafschaft Suffolk, England. Es verfügt über 7 denkmalgeschützte Gebäude, Curtis Farmhouse, Elm Farmhouse, Hollies Cottage, Lodge Farmhouse, Red House Farmhouse, Wicker Street Cottage und Wicker Street House.